# 肖恩·瑞安
肖恩·瑞安（英語：Sean Ryan，1992年8月13日—）是一名主攻长距离自由泳及公开水域游泳的美国运动员。他早年为了治疗哮喘开始接触游泳。他在专攻游泳前曾接触过足球运动。瑞安曾参加2016年里约奥运，获得男子10公里公开水域第14名。奥运结束后，他宣布结束游泳生涯。